# 富田松彦
富田 松彦（とみた まつひこ、1884年（明治17年）12月20日 - 1930年（昭和5年）10月24日）は、日本の大蔵官僚。台湾総督府官僚。

## 経歴
福島県出身。1910年（明治43年）、東京帝国大学法科大学政治科を卒業し、高等文官試験に合格した。大蔵省理財局銀行課勤務、司税官、亀戸税務署長、広島税務監督局事務官、大蔵事務官、専売局副参事を務めた。1921年（大正10年）、台湾総督府に転じて財務局主計課長となり、1926年（大正15年）に財務局長に就任した。